# Ema Doboszová

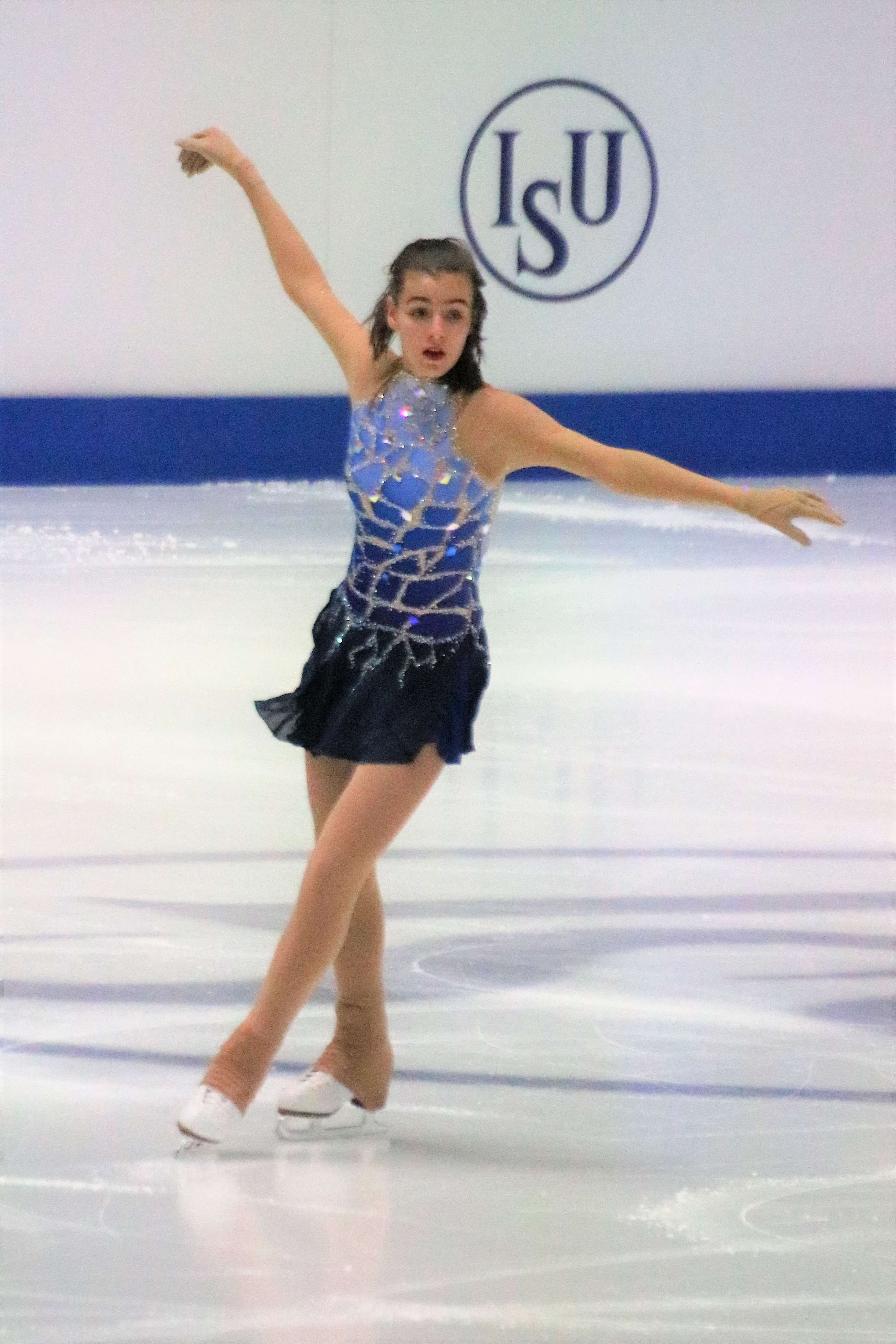
Ema Doboszová bei den Eiskunstlauf-Europameisterschaften 2020

Ema Doboszová (* 25. August 2003 in Žilina) ist eine slowakische Eiskunstläuferin.

## Karriere
Im Jahr 2008 begann Ema Doboszová mit dem Eiskunstlauf und startet seitdem für den Verein „Skate Zilina“ in ihrer Heimatstadt. Ihren ersten nationalen Erfolg feierte sie im Jahr 2020, als sie erstmals an den slowakischen Meisterschaften der Erwachsenen teilnahm und sich direkt den slowakischen Meistertitel sichern konnte. In der Folge qualifizierte sie sich auch für die Europameisterschaften 2020 in der österreichischen Stadt Graz. Dort belegte sie im Kurzprogramm den 29. Platz und verpasste damit die Qualifikation für die Kür. Nachdem sie in der Saison 2020/21 bei den slowakischen Meisterschaften den dritten Platz belegt hatte, konnte sie in der darauffolgenden Saison ihren zweiten slowakischen Meistertitel feiern. Obwohl sie in der Saison 2022/23 bei der slowakischen Meisterschaft nur den zweiten Platz belegte, schaffte sie die Qualifikation für die Weltmeisterschaften 2023 in der japanischen Stadt Saitama und belegte dort im Kurzprogramm den 28. Platz, wodurch sie die Qualifikation für die Kür verpasste.